# Secondo Achino
Secondo Achino (Cairo Montenotte, 24 settembre 1862 – Cairo Montenotte, 23 giugno 1918) è stato un generale italiano.

## Biografia
Figlio di Augusto e Maria Muzio, ricchi possidenti, fu avviato presto alla carriera militare. Entrato in Accademia in giovane età, nel 1882 ne uscì con il grado di sottotenente.
Durante la grande guerra fu al comando del III battaglione del 158ª brigata Liguria fino al 18 maggio. Passò poi al comando della 17ª brigata Aqui e in una delle prime battaglie gli fu conferita la M.A.V.M.. La sua brigata tra il 25 maggio e il 26 giugno 1915, riuscì ad occupare il paese di San Pietro d'Isonzo, pagando un alto prezzo di soldati caduti. Le settimane successive continuò ad avanzare verso le cave di Selz e Vermegliano, raggiunte dalla 17ª brigata durante la Seconda battaglia dell'Isonzo mentre la 18ª brigata riuscì a conquistare  "quota 45" ad est di Vermegliano, riuscendo ad arrivare sul bordo dell'altopiano Carsico.
Morì di malattia contratta in guerra nella sua casa nel 1918.
Nella sua città  gli è stato intitolata la strada "Corso Generale Achino" ora conosciuta come Corso Dante Alighieri.